# Undercover (Sheppard)
Undercover è il secondo EP del gruppo musicale australiano Sheppard, pubblicato il 1º dicembre 2017.

## Tracce
1. Waves – 4:37
2. Let Me Love You – 3:19
3. Touch – 3:11
4. Cold Water – 3:03